# La Bourrasque
Pour l’article homonyme, voir La Bourrasque (film, 1922).
Pour plus de détails, voir Fiche technique et Distribution.
La Bourrasque (Η Μπόρα, I Bora) est un film grec réalisé par Dimítrios Gaziádis et sorti en 1929.
Inspiré de la pièce Karl und Anna de Leonhard Frank, mais adaptée au retour d'un soldat grec de la défaite d'Asie mineure afin de réutiliser les images tournées pendant le conflit par Dimítrios Gaziádis. C'est un des tout derniers films muets grecs.
Le film souffrait cependant d'un scénario très fragmenté. Les diverses bobines ne sont pas raccord et l'ensemble paraît inachevé.

## Synopsis
Deux soldats grecs originaire du même village se retrouvent séparés de leur unité lors de la guerre gréco-turque en Asie mineure. L'un d'entre eux, blessé, suggère à l'autre de l'abandonner et d'essayer de se sauver. Il lui fait promettre cependant de prendre soin de sa femme. De retour au village, il tient sa promesse. Mais, il va bientôt plus loin. Il tombe amoureux de la femme de son ami et emménage avec elle. Cependant, le blessé a survécu. Il réussit, après bien des tribulations, à revenir dans son village pour découvrir son ami installé avec sa femme. Il songe d'abord au meurtre mais finit par repartir, seul, dans la nuit.

## Fiche technique
- Titre : La Bourrasque
- Titre original : Η Μπόρα (I Bora)
- Réalisation : Dimítrios Gaziádis
- Scénario : Pavlos Nirvanas (el) d'après Karl und Anna de Leonhard Frank
- Direction artistique :
- Décors :
- Costumes :
- Photographie : Dimítrios Gaziádis
- Son :
- Montage :
- Musique :
- Production : Dag Film
- Pays d'origine :  Grèce
- Langue : grec
- Format : Noir et blanc
- Genre : Film dramatique, Film de guerre
- Durée :
- Dates de sortie : 1929

## Distribution
- Edmond First (el)
- Aliki Ieronymou
- Dimitris Tsakiris
- Periklis Hristoforidis (en)